# ジェトロニクス
ジェトロニクス（Getronics N.V.）は、オランダを本拠地とする総合情報通信技術企業で、ITワークプレース管理サービスとアプリケーションおよびソフトウェア開発サービスを主に行っている。2007年10月、オランダのIT通信企業KPNの子会社となった。

## 概要
マイクロソフトとシスコシステムズの製品を使ったソリューションを主に提供しており、企業や組織向けのICT（情報通信技術）システムおよびアプリケーションの設計・インテグレーション・運用を行っている。全世界に約23,000名の従業員を有する。本社機能は2008年にアムステルダムからズーテルメールに移転予定。他に地域本社がボストンとシンガポールにある。
ジェトロニクスは、1887年、Groeneveld, Van der Pol & Co. の Elektrotechnische Fabriek の法人格付与を起源とする。Groeneveld は造船業や建設業向けの装置開発を行っていた。その後約100年間、様々な変化を経て1985年に Geveke Electronics NV となり、1988年には Getronics NV（ジェトロニクス）と改称した。
1999年、ジェトロニクスはワング・ラボラトリーズを買収し、それと同時に海外進出を果たした。
2005年、PinkRoccade と RedSiren を買収し、セキュリティとアプリケーションの分野に拡大した。
2007年7月30日、オランダのIT通信総合企業KPNは7億6600万ユーロでジェトロニクスを買収することを発表した。買収は2007年10月23日に完了した。
2008年、ジェトロニクスは Best Outsourcing Service Providers – The Global Outsourcing 100 に選ばれた。

## 日本法人
日本法人は、オリベッティ旧日本法人である、日本オリベッティをNTTデータが買収して改称した合弁会社、NTTデータジェトロニクスから改称されたNTTデータルウィーブが担当している。